# Fidel Chaves de la Torre
Fidel Chaves de la Torre, noto solo come Fidel (Minas de Riotinto, 27 ottobre 1989), è un calciatore spagnolo, centrocampista dell'Eldense.

## Carriera
Dopo aver giocato tre stagioni in seconda serie con il Recreativo Huelva, nel 2013 ottiene la promozione in massima serie con la maglia dell'Elche, debuttando quindi in Primera División nella stagione 2013-2014.

## Statistiche

### Presenze e reti nei club
Statistiche aggiornate al 17 giugno 2023.
| Stagione                 | Squadra                  | Campionato               | Campionato | Campionato | Coppe nazionali | Coppe nazionali | Coppe nazionali | Coppe continentali | Coppe continentali | Coppe continentali | Altre coppe | Altre coppe | Altre coppe | Totale | Totale | Totale |
| Stagione                 | Squadra                  | Comp                     | Pres       | Reti       | Comp            | Pres            | Reti            | Comp               | Pres               | Reti               | Comp        | Pres        | Reti        | Pres   | Reti   |        |
| ------------------------ | ------------------------ | ------------------------ | ---------- | ---------- | --------------- | --------------- | --------------- | ------------------ | ------------------ | ------------------ | ----------- | ----------- | ----------- | ------ | ------ | ------ |
| 2009-2010                | Recreativo Huelva        | SD                       | 6          | 2          | CR              | 0               | 0               | -                  | -                  | -                  | -           | -           | -           | 6      | 2      |        |
| 2010-2011                | Recreativo Huelva        | SD                       | 23         | 1          | CR              | 1               | 0               | -                  | -                  | -                  | -           | -           | -           | 23     | 1      |        |
| 2011-2012                | Recreativo Huelva        | SD                       | 27         | 3          | CR              | 0               | 0               | -                  | -                  | -                  | -           | -           | -           | 27     | 3      |        |
| Totale Recreativo Huelva | Totale Recreativo Huelva | Totale Recreativo Huelva | 56         | 6          |                 | 1               | 0               |                    | -                  | -                  |             | -           | -           | 57     | 6      |        |
| 2012-2013                | Elche                    | SD                       | 40         | 4          | CR              | 1               | 0               | -                  | -                  | -                  | -           | -           | -           | 41     | 4      |        |
| 2013-2014                | Elche                    | PD                       | 35         | 2          | CR              | 1               | 0               | -                  | -                  | -                  | -           | -           | -           | 36     | 2      |        |
| 2014-2015                | Córdoba                  | PD                       | 25         | 1          | CR              | 1               | 0               | -                  | -                  | -                  | -           | -           | -           | 26     | 1      |        |
| 2015-2016                | Córdoba                  | SD                       | 39+2       | 11+0       | CR              | 1               | 0               | -                  | -                  | -                  | -           | -           | -           | 42     | 11     |        |
| Totale Córdoba           | Totale Córdoba           | Totale Córdoba           | 66         | 12         |                 | 2               | 0               |                    | -                  | -                  |             | -           | -           | 68     | 12     |        |
| 2016-2017                | Almería                  | SD                       | 40         | 7          | CR              | 0               | 0               | -                  | -                  | -                  | -           | -           | -           | 40     | 7      |        |
| 2017-2018                | Almería                  | SD                       | 31         | 4          | CR              | 0               | 0               | -                  | -                  | -                  | -           | -           | -           | 31     | 4      |        |
| Totale Almería           | Totale Almería           | Totale Almería           | 71         | 11         |                 | 0               | 0               |                    | -                  | -                  |             | -           | -           | 71     | 11     |        |
| 2018-2019                | Las Palmas               | SD                       | 26         | 2          | CR              | 0               | 0               | -                  | -                  | -                  | -           | -           | -           | 26     | 2      |        |
| 2019-2020                | Elche                    | SD                       | 38+4       | 9+0        | CR              | 2               | 1               | -                  | -                  | -                  | -           | -           | -           | 44     | 10     |        |
| 2020-2021                | Elche                    | PD                       | 30         | 6          | CR              | 0               | 0               | -                  | -                  | -                  | -           | -           | -           | 30     | 6      |        |
| 2021-2022                | Elche                    | PD                       | 33         | 5          | CR              | 4               | 0               | -                  | -                  | -                  | -           | -           | -           | 37     | 5      |        |
| 2022-2023                | Elche                    | PD                       | 27         | 3          | CR              | 1               | 0               | -                  | -                  | -                  | -           | -           | -           | 28     | 3      |        |
| Totale Elche             | Totale Elche             | Totale Elche             | 207        | 26         |                 | 9               | 1               |                    | -                  | -                  |             | -           | -           | 216    | 27     |        |
| Totale Carriera          | Totale Carriera          | Totale Carriera          | 426        | 57         |                 | 12              | 1               |                    | -                  | -                  |             | -           | -           | 438    | 58     |        |

## Palmarès

### Club

#### Competizioni nazionali
- Segunda División (Spagna): 1

Elche: 2012-2013